# Премія Гелени Ворнер з астрономії
Пре́мія Геле́ни Во́рнер з астроно́мії (англ. Helen B. Warner Prize for Astronomy) — наукова нагорода від Американського астрономічного товариства, яку присуджують з 1954 року щорічно молодому (віком до 36 років, або не пізніше 8 років після здобуття ступеня Ph.D) астроному за видатні досягнення у спостережній або теоретичній астрономії. Номінант має бути резидентом Північної Америки (включаючи Гаваї та Пуерто-Рико) або членом північноамериканської установи, розташованої за кордоном.

## Лауреати премії Гелени Ворнер
- 1954: Еден Мейнел[en]
- 1955: Джордж Гербіґ
- 1956: Гарольд Джонсон
- 1957: Аллан Сендидж
- 1958: Мерл Волкер (англ. Merle F. Walker)
- 1959: Маргарет Бербідж, Джеффрі Бербідж
- 1960: Гелтон Арп[en]
- 1961: Джозеф Чемберлен (англ. Joseph W. Chamberlain)
- 1962: Роберт Крафт[en]
- 1963: Бернард Берк[en]
- 1964: Мартен Шмідт
- 1965: Джордж Престон[de]
- 1966: Ріккардо Джакконі
- 1967: П'єр Демарк (англ. Pierre Demarque)
- 1968: Френк Лоу[en]
- 1969: Воллес Сарджент[en]
- 1970: Джон Бакалл
- 1971: Кеннет Келлерманн[en]
- 1972: Джеремія Острікер
- 1973: Джордж Каррузерс[en]
- 1974: Дімітрі Міхалас[en]
- 1975: Патрік Палмер, Бенджамін Цукерман[en]
- 1976: Стівен Стром (англ. Stephen E. Strom)
- 1977: Френк Шу
- 1978: Девід Шрамм
- 1979: Артур Девідсен (англ. Arthur Davidsen)
- 1980: Пол Джосс (англ. Paul C. Joss)
- 1981: Вільям Пресс
- 1982: Роджер Бландфорд
- 1983: Скотт Тремейн
- 1984: Майкл Тернер[en]
- 1985: Леннокс Коуї[en]
- 1986: Саймон Вайт
- 1987: Джек Віздом[en]
- 1988: Мітчел Бегельман (англ. Mitchell C. Begelman)
- 1989: Ніколас Кайзер[en]
- 1990: Етан Вішняк[en]
- 1991: Шрівінас Кулкарні[en]
- 1992: Едмунд Бертцінгер[en]
- 1993: Джон Гоулі[en]
- 1994: Девід Сперджел
- 1995: Стерл Фінні (англ. E. Sterl Phinney
- 1996: Фред Адамс[en]
- 1997: Чарльз Стейдел
- 1998: Марк Камйонковскі[en]
- 1999: Ларс Білдстен[en]
- 2000: Вейн Ху[fr]
- 2001: Урош Селджак[en]
- 2002: Адам Рісс
- 2003: Матіас Залдарьяга[en]
- 2004: Вільям Голцапфел (англ. William Holzapfel)
- 2005: Крістофер Рейнольдс (англ. Christopher Reynolds)
- 2006: Реєм Сарі (англ. Re’em Sari)
- 2007: Сара Сігер
- 2008: Еліот Кветерт[en]
- 2009: Скотт Гауді[en]
- 2010: Скотт Ренсом (англ. Scott Ransom)
- 2011: Стівен Фурланетто (англ. Steven R. Furlanetto)
- 2012: Ерік Форд (англ. Eric B. Ford)
- 2013: Марк Крумхольц (англ. Mark Krumholz)
- 2014: Кріс Гірата
- 2015: Рут Мюррей-Клей[en]
- 2016: Філіпп Гопкінс (англ. Philip F. Hopkins)
- 2017: Чарлі Конрой (англ. Charlie Conroy)
- 2018: Ясін Алі-Хаімуд (англ. Yacine Ali-Haïmoud)
- 2019: Джо Бові (англ. Jo Bovy)
- 2020: Смадар Наоз[en]
- 2021: Ребека Доусон[en]
- 2022: Бретт Макгвайр (англ. Brett McGuire)
- 2023: Ана Бонака (англ. Ana Bonaca)